# Yasser Al-Mosailem
Yasser Al-Mosailem (en árabe: ياسر المسيليم‎), nacido el 27 de febrero de 1984, es un exfutbolista Saudí.

## Selección nacional

### Participaciones en Copas del Mundo
| Mundial                        | Sede  | Resultado    | Partidos |
| ------------------------------ | ----- | ------------ | -------- |
| Copa Mundial de Fútbol de 2018 | Rusia | Primera Fase | 1        |

## Palmarés

### Títulos nacionales
| Título                             | Club             | País           | Año  |
| ---------------------------------- | ---------------- | -------------- | ---- |
| Segunda División de Arabia Saudita | Al-Ahli Saudí FC | Arabia Saudita | 2023 |

- Datos: Q2083033
- Multimedia: Yasser Al-Mosailem / Q2083033